# Język bugijski
Język bugijski (basa Ugi, ᨅᨔ ᨕᨘᨁᨗ) – język austronezyjski rozpowszechniony wśród ludu Bugijczyków, zamieszkującego zwłaszcza w południowej części indonezyjskiej wyspy Sulawesi. Według danych Ethnologue posługuje się nim 4 mln ludzi. Ludność bugijska obecna jest w wielu regionach archipelagu indonezyjskiego. Pewni użytkownicy języka bugijskiego zamieszkują też malezyjski stan Sabah.
Do zapisu języka bugijskiego stosuje się alfabet łaciński. Tradycyjnie służyło do tego pismo lontara, sporządzano w nim manuskrypty na liściach palmowych. Obecnie jego użycie jest ograniczone do zastosowania ozdobno-rytualnego, np. podczas ceremonii ślubnych. Misjonarz B.F. Matthes przetłumaczył na język bugijski Biblię oraz opracował opis jego gramatyki i słownik.
W języku bugijskim występują zapożyczenia z języka makasarskiego, który pośredniczył też w zapożyczaniu wyrazów malajskich, arabskich i holenderskich.
W niektórych zakątkach wyspy jest znany jako język drugi. Odegrał rolę jako źródło zapożyczeń w językach Indonezji. Wywarł wpływ na leksykę języków Sulawesi i Małych Wysp Sundajskich (Flores i Sumbawy). Zapożyczenia południowocelebeskie w języku malgaskim również mogą pochodzić z języka bugijskiego.